# Egyptiska ligan (volleyboll, damer)
Egyptiska ligan i volleyboll för damer organiseras av Egyptian Volleyball Federation.

## Resultat per år
| Säsong                    | Podium     | Podium        | Podium        |
| Mästare                   | Tvåa       | Trea          |               |
| ------------------------- | ---------- | ------------- | ------------- |
| 1995/1996 mer information | Al Ahly SC |               |               |
| 1996/1997 mer information | Al Ahly SC |               |               |
| 1997/1998 mer information | Al Ahly SC |               |               |
| 1998/1999 mer information | Al Ahly SC |               |               |
| 1999/2000 mer information | Al Ahly SC |               |               |
| 2000/2001 mer information | Al Ahly SC |               |               |
| 2001/2002 mer information | Al Ahly SC |               |               |
| 2002/2003 mer information | Al Ahly SC |               |               |
| 2003/2004 mer information | Al Ahly SC |               |               |
| 2004/2005 mer information | Al Ahly SC |               |               |
| 2005/2006 mer information | Al Ahly SC |               |               |
| 2006/2007 mer information | Al Ahly SC |               |               |
| 2007/2008 mer information | Al Ahly SC |               |               |
| 2008/2009 mer information | Al Ahly SC |               |               |
| 2009/2010 mer information | Al Ahly SC |               |               |
| 2010/2011 mer information | Al Ahly SC |               |               |
| 2011/2012 mer information | Al Ahly SC |               |               |
| 2012/2013 mer information | Al Ahly SC |               |               |
| 2013/2014 mer information | Al Ahly SC |               |               |
| 2014/2015 mer information | Al Ahly SC |               |               |
| 2015/2016 mer information | Al Ahly SC |               |               |
| 2016/2017 mer information | Al Ahly SC |               |               |
| 2017/2018 mer information | Al Ahly SC |               |               |
| 2018/2019 mer information | Al Ahly SC |               |               |
| 2019/2020 mer information | Al Ahly SC |               |               |
| 2020/2021 mer information | Al Ahly SC |               |               |
| 2021/2022 mer information | Al Ahly SC | Alexandria SC | Shooting Club |
| 2022/2023 mer information | Al Ahly SC | Zamalek SC    | Alexandria SC |